# Mecranium latifolium
Mecranium latifolium là một loài thực vật có hoa trong họ Mua. Loài này được (Cogn.) Skean mô tả khoa học đầu tiên năm 1993.